# 21. Kurentovanje (1981)
Kurentovanje 1981 je bil enaindvajseti uradni ptujski karneval, 1. marca, na pustno nedeljo.
Skupaj sta ga že deveto leto zapored organizirala Folklorno društvo Ptuj in Turistično društvo Ptuj. Dopoldanskemu etnografskem prikazu z 21 izvirnimi maskami na mestni tržnici, je sledila popoldanska karnevalska povorka na kateri se je zbralo okrog 45,000 obiskovalcev. V povorki je sodelovalo skupno kar 2,500 mask. Največ bodic je v povorki letelo na račun stabilizacije, cen, združevanja Emone in Kmetijskega kombinata in energetske krize. Izpostaviti je treba tudi osnovne šole, ki so poleg zvišanja cen opozorarjale še na usmerjeno izobraževanje.
Organizatorja sta se tokrat odločila za obvezno vstopnino, ki je bila za odrasle po ceni 20 dinarjev, za najmlajše pa po 10 dinarjev. V prodaji so bile tudi letos spominske značke (broške), ki pa tokrat niso veljale kot vstopnice.

## Spored

### Dopoldanski prikaz etnografskih likov na tržnici
Prikaz 21 etnografskih skupin se je zgodil ob 10. uri na mestni tržnici (Titov trg):
- Pokači (Markovci, Podlehnik)
- Kopjaši (Markovci)
- Ples vil s kraljico (Zabovci)
- Šrangarji (Obrež)
- Pustni plesači (Pobrežje pri Vidmu)
- Kopanjarice (Markovci)
- Piceki in kokotički (Markovci)
- Rusa, Medved, piceki in drugi pustni liki (Markovci, Strmec pri Leskovcu)
- Vasiličarski vavari (Bitola iz Makedonije)
- Perchte (Spital iz Avstrije)
- Pustovi (Drežnica pri Kobaridu)
- Maškure (Turčišće pri Čakovcu)
- Zvonečanski zvončari (Opatija iz Hrvaške)
- Borovo gostüvanje (Beznovci v Prekmurju)
- Klada (Spodnja Polskava)
- Ploharji (Cirkovci)
- Koranti (Markovci, Ptuj... in okolica)
- ...in še 4 ostale skupine

### Popoldanski sprevod karnevalskih skupin po mestu
Ob 15. uri po mestnih ulicah:
- Dopoldanskim skupinam so se na etnografskem delu popoldanske karnevalske povorke pridružili še:

– Orači (Gerečja vas, Lancova vas)
- V karnevalskih maskah oz. pustnih šemah popoldanske karnevalske povorke pa so nastopale:

– 41 karnevalskih skupin (motorizirane in ostale skupine, ptujske osnovne šole in pihalne godbe)
– Rimljani, Ilirke, Slovani in ostale karnevalske maske

## Nagrade
Komisija, ki je ocenjevala skupine je razdelila nagrade v skupni višini 55,000 dinarjev naslednjim skupinam takole:

### Karnevalske skupine
|                      | Karnevalske skupine                                                 | Nagrada        |
| -------------------- | ------------------------------------------------------------------- | -------------- |
| 1. nagrada           | »Nova tovarna gnojil« (MIP)                                         | 6.000 dinarjev |
| 2. nagrada           | »Pomoč železniškemu gospodarstvu« (Agrotransport)                   | 4.000 dinarjev |
| 3. nagrada (deljena) | »RTV Ptuj« (Gorenje TOZD Elektronika)                               | 3.000 dinarjev |
| 3. nagrada (deljena) | »Bitka za Kmetijski kombinat« (KK TOZD Kletarstvo Slovenske Gorice) | 3.000 dinarjev |
| 3. nagrada (deljena) | »Problem koruze in cen« (Perutnina Ptuj)                            | 3.000 dinarjev |
| 4. nagrada (deljena) | »Združevanje Emone in Kmetijskega kombinata« (KK TOZD Tehnoservis)  | 2.500 dinarjev |
| 4. nagrada (deljena) | »Združevanje Emone in Kmetijskega kombinata« (NTK Petovia)          | 2.500 dinarjev |
| 4. nagrada (deljena) | »Čuvaji miru« (IMP TOZD Elektrokovinar)                             | 2.500 dinarjev |
| 4. nagrada (deljena) | »Vpliv cen na standard« (LABOD TOZD Delta)                          | 2.500 dinarjev |
| 4. nagrada (deljena) | »Ožemanje združenega dela« (SOZD Elkom)                             | 2.500 dinarjev |
| 5. nagrada (deljena) | Opekarna Žabjak                                                     | 2.000 dinarjev |
| 5. nagrada (deljena) | PP TOZD Tiskarna                                                    | 2.000 dinarjev |
| 5. nagrada (deljena) | TV servis Tinček Ivanuša                                            | 2.000 dinarjev |
| 5. nagrada (deljena) | KK TOZD Ptujsko polje Dornava                                       | 2.000 dinarjev |
| 5. nagrada (deljena) | OŠ Gorišnica                                                        | 2.000 dinarjev |
| 6. nagrada (deljena) | Agis Ptuj                                                           | 1.500 dinarjev |
| 6. nagrada (deljena) | TGA Boris Kidrič Kidričevo                                          | 1.500 dinarjev |
| 6. nagrada (deljena) | KK TOZD Petovia                                                     | 1.500 dinarjev |
| 7. nagrada (deljena) | Certus TOZD Potniški promet Ptuj                                    | 1.000 dinarjev |
| 7. nagrada (deljena) | MA ZSMS Mezgovci                                                    | 1.000 dinarjev |
| 7. nagrada (deljena) | MA ZSMS Draženci                                                    | 1.000 dinarjev |
| 7. nagrada (deljena) | Emona Merkur Ptuj                                                   | 1.000 dinarjev |
| 7. nagrada (deljena) | TOZD Lesna industrija Ptuj                                          | 1.000 dinarjev |
| 7. nagrada (deljena) | MIP TOZD Veleprodaja                                                | 1.000 dinarjev |
| 7. nagrada (deljena) | »Reklamno vozilo« (MIP)                                             | 1.000 dinarjev |
| 7. nagrada (deljena) | »Reklamno vozilo« (Talis Maribor)                                   | 1.000 dinarjev |
| 7. nagrada (deljena) | »Letališče« (Slivnica pri Mariboru)                                 | 1.000 dinarjev |

## Trasa

### Mednarodna karnevalska povorka
- Dravska (start) – Trg svobode (Minoritski trg) – Krempljeva – Trg mladinskih delovnih brigad (Mestni trg) – Lackova – Trstenjakova –
 Hotel Poetovio – Osojnikova – Gregorčičev drevored – Potrčeva – Srbski trg (UE Ptuj) – Titov trg (mestna tržnica) – Miklošičeva –
 Trg mladinskih delovnih brigad (Mestni trg) – Krempljeva – Trg svobode (Minoritski trg) – Dravska (zaključek)

## Opomba
Ptujski Tednik je to Kurentovanje napačno navajal kot 20. karneval, kar preprosto ne drži, saj je bil v resnici to že 21. uradno organiziran karneval. Tednik ni upošteval že organiziranega, a odpadlega 20. Kurentovanja (1980). Organizirani, a odpadli dogodki prav tako štejejo v statistiko.
Drugače kot leta 1964, ko Kurentovanja niso organizirali. Tednik je to popravil leta 1984, ko je dogodek pravilno navedel kot 24. Kurentovanje.